# 돈 데블린
돈 데블린(Don Devlin, 1930년 2월 26일 ~ 2000년 12월 11일)은 미국의 배우, 각본가이다.
브롱크스에서 태어났으며 로스앤젤레스에서 사망하였다. 사인은 폐암이다.

## 출연 작품
- 이스트윅의 마녀들 (1987년)
- 성숙의 조건 (1980, My Bodyguard)
- 해리와 월터 뉴욕에 가다 (1976년)
- 포춘 (1975년)
- 블러드 오브 드라큐라 (1957년)
- 쓰리 바이어런트 피플 (1957년)
- 케이터드 어페어 (1956년)
- 용감한 린티 (1954년)